# Szabó Erzsébet (atléta)
Szabó Erzsébet (Gyula, 1963. szeptember 27. –) magyar futó.

## Országos bajnoki címek

### Fedettpálya

#### 400 m
- 1985. Szabó Erzsébet, SZEOL 53,48
- 1987. Szabó Erzsébet, SZEOL 53,64
- 1988. Szabó Erzsébet, Szeged 52,57
- 1989. Szabó Erzsébet, Szeged 52,51

#### 800 m
- 1989. Szabó Erzsébet, Szeged 2:03,37
- 1990. Szabó Erzsébet, Szeged 2:04,39
- 1991. Szabó Erzsébet, Szeged 2:04,93

#### 4 × 200 m
- 1982. Szegedi EOL (Szopori Erika, Kósa Erika, Petróczi Ágnes, Szabó Erzsébet) 1:40,51

### Szabadtéri

#### 400 m
- 1987. Szabó Erzsébet, SZEOL 52,61
- 1988. Szabó Erzsébet, Szeged SC 52,3

#### 800 m
- 1987. Szabó Erzsébet, SZEOL AK 2:04,25
- 1989. Szabó Erzsébet, Szeged SC 2:03,67
- 1990. Szabó Erzsébet, Szeged SC 2:03,97
- 1991. Szabó Erzsébet, Szeged SC 2:05,02

#### 4 × 200 m
- 1984. Szegedi EOL AK (Petróczi Ágnes, Rostás Erika, Palócz Ibolya, Szabó Erzsébet) 1:39,68
- 1985. Szegedi EOL AK (Petróczi Ágnes, Rostás Erika, Szopori Erika, Szabó Erzsébet) 1:41,97

#### 4 × 400 m
- 1981. Szegedi EOL AK (Petróczi Ágnes, Szabó Erzsébet, Kósa Erika, Szopori Erika) 3:44,89
- 1984. Szegedi EOL AK (Petróczi Ágnes, Szopori Erika, Papp Éva, Szabó Erzsébet) 3:41,88
- 1985. Szegedi EOL AK (Szabó Erzsébet, Szopori Erika, Dujmonné Rostás Erika, Papp Éva) 3:41,92

#### 4 × 100 m
- 1984. SZEOL AK (Szabó Erzsébet, Szopori Erika, Petróczi Ágnes, Palócz Ibolya) 46,09 (egykori országos csúcs)

### Egyéni csúcsok

#### Szabadtéren
- 100 m 12,14
- 200 m 24,36
- 400 m 52,30
- 800 m 2:01,40

#### Fedettpályán
- 400 m 52,47
- 800 m 2:03,0 (egykori országos csúcs)

### Világversenyek
- Universiade 400 m VIII. hely 1987 53,00
- Eb 4 × 400 m VII. hely 1990 3:30.41
- vb 4 × 400 m XIII. hely 1987 3:31,56
- Fedettpályás vb 400 m VII. hely 1989
- (36-szoros felnőtt magyar válogatottság)